# Мильштейн, Сесар
Сесар Мильште́йн (исп. César Milstein; 8 октября, 1927, Баия-Бланка, Аргентина — 24 марта 2002, Кембридж, Великобритания) — аргентинский и британский учёный-иммунолог, лауреат Нобелевской премии по физиологии и медицине 1984 года «За теории относительно специфичности в развитии и контроле иммунной системы и открытие принципа продукции моноклональных антител». Вместе с Георгом Кёлером разработал технику получения моноклональных антител. Член Лондонского королевского общества (1975).

## Биография
Сесар Мильштейн родился 8 октября 1927 года в Аргентине, в местечке Баия-Бланка, недалеко от Буэнос-Айреса, в семье выходцев из местечка Шишковцы Подольской губернии Лазаря Мильштейна и Максимы Вапнярской. Его отец и брат Оскар были видными анархистскими активистами и членами Еврейской рационалистической лиги. Как и они, Сесар писал для издания «La Protesta».
Окончил Университет Буэнос-Айреса и начал диссертацию по ферментативной кинетике. В 1958 году переехал в Великобританию в Кембриджский университет, чтобы продолжить диссертационную работу, которую защитил там же в 1960 году, получив степень доктора философии. Позже Мильштейн перешёл в Медицинский исследовательский совет в лабораторию Фредерика Сенгера. Член кембриджского Колледжа Дарвина (1980) и почётный член кембриджского Колледжа Фицуильяма (1982).
Член EMBO (1974). Иностранный член Национальной академии наук США (1981). Почётный иностранный член Американской академии искусств и наук (1983). Член Леопольдины (1983).
Почётный член Скандинавского общества иммунологии (Scandinavian Society of Immunology) (1970) и Американской ассоциации иммунологов (1979), а также Королевской коллегии врачей (1983).
Жена Мильштейна, Селия, на которой он женился в 1953 году, тоже была иммунологом и много лет участвовала в его исследованиях.
В 1992 году Мильштейн подписал «Предупреждение человечеству».

## Награды
- Премия Роберта Коха (1980)
- Премия Вольфа по медицине (1980)
- Премия Луизы Гросс Хорвиц (1980)
- Международная премия Гайрднер (1981)
- Королевская медаль (1982)
- Медаль Франклина (1982)
- Премия Альберта Ласкера за фундаментальные медицинские исследования (1984)
- Медаль Джона Скотта (1984)
- Нобелевская премия по физиологии и медицине (1984)
- Медаль Копли (1989)
- Орден Кавалеров Почёта (1995)[18]